# Frankenstraße 42 (Stralsund)

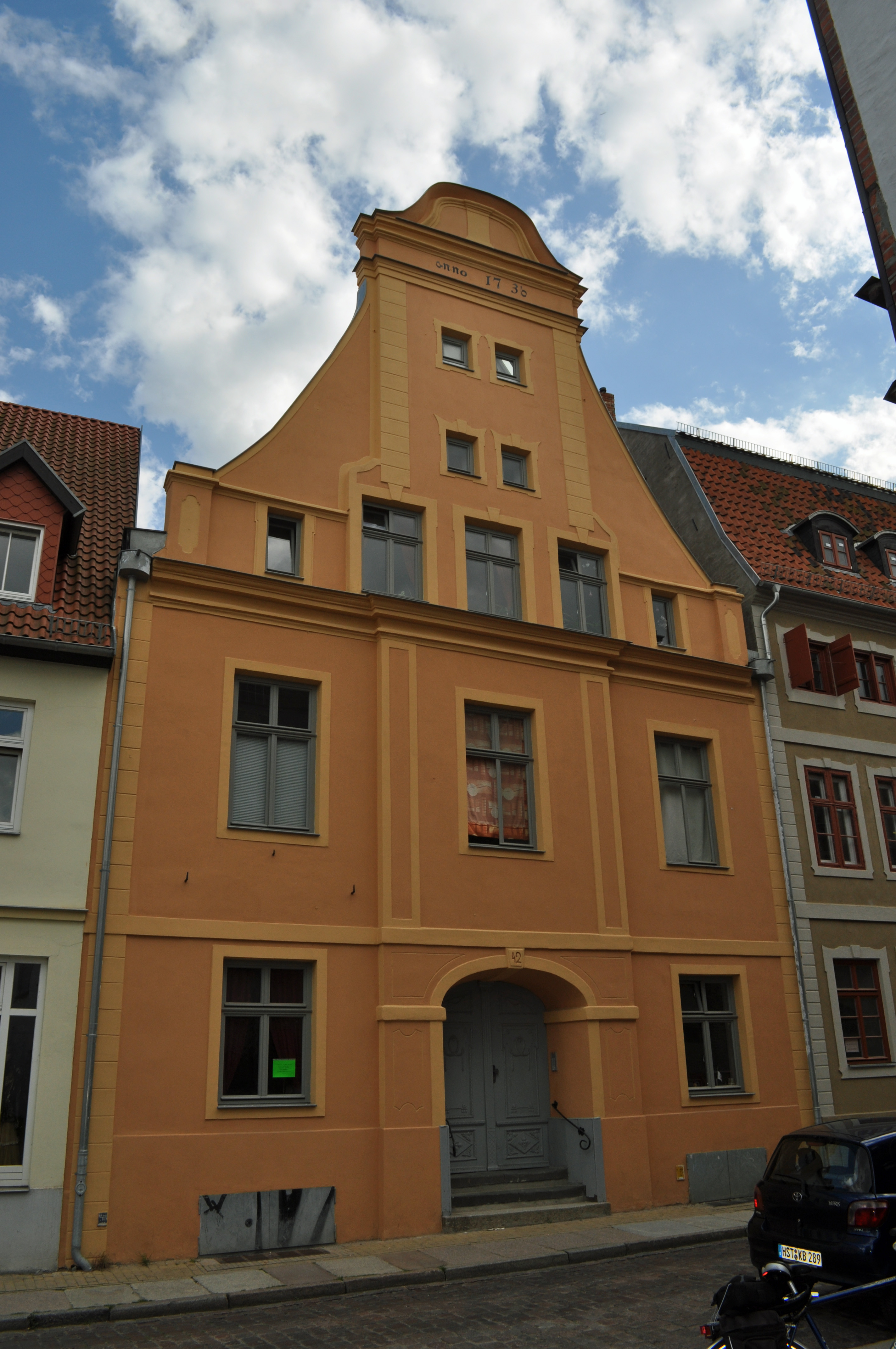
Das Haus Frankenstraße 42 Stralsund (2011)

Das Haus mit der postalischen Adresse Frankenstraße 42 ist ein unter Denkmalschutz stehendes Gebäude in der Frankenstraße in Stralsund.
Das zweigeschossige und dreiachsige Giebelhaus stammt im Kern aus dem 16. Jahrhundert; aus dieser Zeit ist der Giebel zum Hof erhalten.
Im Jahr 1736 wurde die Fassade erneuert. Sie weist genutete Gebäudekanten auf. Ein flacher Mittelrisalit nimmt die korbbogige Portalnische auf. Über dem kräftigen Hauptgesims erhebt sich ein Schweifgiebel, der im Jahr 1910 im unteren Bereich für Wohnzwecke umgestaltet wurde.
Das Haus liegt im Kerngebiet des von der UNESCO als Weltkulturerbe anerkannten Stadtgebietes des Kulturgutes „Historische Altstädte Stralsund und Wismar“. In die Liste der Baudenkmale in Stralsund aus dem Jahr 1997 ist es mit der Nummer 237 eingetragen.